# Nesmith (cantante)
Karim Ryūta Nesmith (ネスミス・竜太・カリム Nesumisu Ryūta Karimu?,  Prefectura de Kumamoto, Japón, 1 de agosto de 1983), mejor conocido bajo su nombre artístico de Nesmith (ネスミス?), es un cantante y bailarín japonés. Es conocido por ser el vocalista de los grupos Exile y Exile The Second. También fue miembro de los grupos Steel y Nidaime J Soul Brothers. Es representado por LDH y Rhythm Zone.

## Biografía
Nesmith nació el 1 de agosto de 1983 en la prefectura de Kumamoto, Japón, hijo de padre afroamericano y madre japonesa. Tiene una hermana menor por un año, Aretha, quien se desempeña como tarento. Tras su graduación de la escuela secundaria, decidió dedicarse a la música. El 6 de junio de 2001, Nesmith debutó como cantante en el grupo Steel, sin embargo, este se separaría en octubre de 2002. Tras el rompimiento del grupo, viajó a los Estados Unidos y estudió idiomas en Los Ángeles y Nueva York durante medio año.
En 2004, Nesmith comenzó una carrera en solitario y en septiembre de 2005 se unió a la agencia LDH. El 22 de septiembre de 2006, participó en una audición vocal de Exile llamada Vocal Battle Audition, pero no aprobó. El 25 de enero de 2007, se unió al grupo J Soul Brothers, con el cual permaneció hasta el l1 de marzo de 2009, cuando se unió a Exile. El 1 de julio de 2012, también comenzó a actuar como vocalista de Exile The Second.

## Grupos
| Nombre                  | Tiempo                                   |
| ----------------------- | ---------------------------------------- |
| Steel                   | 2001 - 2002                              |
| Nidaime J Soul Brothers | 25 de enero de 2007 - 1 de marzo de 2009 |
| Exile                   | 1 de marzo de 2009 - presente            |
| Exile The Second        | 1 de julio de 2012 - presente            |
| Dance Earth Party       | 2013 - presente                          |

## Discografía

### Sencillos
| Año  | Título   |
| ---- | -------- |
| 2006 | Tsuishin |

### Colaboraciones
| Año  | Canción                                           | Work                                                                              |
| ---- | ------------------------------------------------- | --------------------------------------------------------------------------------- |
| 2000 | "Saigo no Yoru"                                   | Asayan Chō Danshi. Dochin-Nesmith "Saigo no Yoru / I'll Be There"                 |
| 2000 | "I'll Be There"                                   | Asayan Chō Danshi. Dochin-Nesmith "Saigo no Yoru / I'll Be There"                 |
| 2000 | "Saigo no Yoru"                                   | Asayan Chō Danshi. Nesmith-Fujioka "Saigo no Yoru / Stand By Me"                  |
| 2000 | "Stand By Me"                                     | Asayan Chō Danshi. Nesmith-Fujioka "Saigo no Yoru / Stand By Me"                  |
| 2005 | "No Lady No Life"                                 | Ketsumeishi Ketsu no Police 4                                                     |
| 2006 | "Love Dream & Happiness"                          | Exile Asia                                                                        |
| 2006 | "Batch Goo Lady feat. Skillaw & Miyabi & Nesmith" | DJ Shibuchin SJ Shibuchin presents...Shibuchin Summit                             |
| 2007 | "Lovers Again -The Finalist Version-"             | Exile "Lovers Again"                                                              |
| 2007 | "Song Soldier –Ashita no Senshi–"                 | Dreamers –Exile Vocal Battle Audition Finalist– "Song Soldier –Ashita no Senshi–" |
| 2007 | "Song Soldier –Ashita no Senshi– Nesmith Version" | Dreamers –Exile Vocal Battle Audition Finalist– "Song Soldier –Ashita no Senshi–" |
| 2013 | "Inochinoism"                                     | Dance Earth Party "Inochinoism"                                                   |
| 2013 | "Sen-ka no Chikyū de"                             | Dance Earth Party "Inochinoism"                                                   |

## Filmografía

### Show de variedades
| Año  | Título    | Cadena   | Notas |
| ---- | --------- | -------- | ----- |
| 2000 | Asayan    | TV Tokyo |       |
| 2012 | EX-Lounge | TBS      | MC    |

### Películas
| Año  | Título         | Papel        |
| ---- | -------------- | ------------ |
| 2003 | Hotel Hibiscus | Kenji Nyinyi |

### Stage
| Año  | Título                      | Papel    |
| ---- | --------------------------- | -------- |
| 2010 | Dance Earth: Negai          | Josh     |
| 2013 | Dance Earth: Seimei no Kodō | Wadamasa |

### Radio
| Año  | Título                            | Cadena |
| ---- | --------------------------------- | ------ |
| 2012 | Exile Nesmith no All Night Nippon | NBS    |